# Sterilisationsgesetze
Sterilisationsgesetze sind staatliche Regelungen, welche die Zulässigkeit einer Sterilisation (Unfruchtbarmachung) bestimmter Personen oder Personenkreise regeln. 
Besondere Bedeutung hatten dabei Gesetze im Rahmen der Eugenik, die seit Beginn des 20. Jahrhunderts eingeführt und umgesetzt wurden. Diese Gesetze hatten die Verhinderung sogenannten erblich „minderwertigen“ Nachwuchses zum Ziel und konzentrierten sich auf die Unfruchtbarmachung der Träger sog. Erbkrankheiten. Idealtypisch ist zwischen freiwilliger, d. h. auf Beratung und Überzeugung basierender Unfruchtbarmachung und einer vom Staat angeordneten Zwangssterilisation zu unterscheiden. In der Praxis allerdings kombinierten zahlreiche Gesetze freiwillige und Zwangsmaßnahmen, die auf unterschiedliche Zielgruppen angewendet wurden.

## USA
Im eugenischen Bereich waren die USA Vorreiter. Die große politische Autonomie der Einzelstaaten der USA förderte die regional begrenzte Durchsetzung der Eugenik. Erstmals hatte sich im Jahre 1897 in Michigan das Parlament eines US-Staates mit einem Gesetzentwurf zur eugenisch motivierten Unfruchtbarmachung befasst, der aber damals noch abgelehnt wurde. Einen Durchbruch erzielten Eugenik-Aktivisten im Bundesstaat Indiana, wo 1907 das erste Sterilisationsgesetz verabschiedet wurde. Damit wurde das zwangsweise Unfruchtbarmachen zu einer legalen Option bürokratischer und medizinischer Experten gegen „Geisteskranke“, die in Anstalten untergebracht waren, aber auch gegen Menschen in Armenhäusern und Gefängnissen. Nach der aufsehenerregenden Entscheidung Indianas gelangten ähnliche Gesetzentwürfe in weitere Staatsparlamente der USA. In manchen wurden sie abgelehnt, in anderen jedoch ging der Siegeszug der Sterilisationsgesetze zügig weiter; so im bevölkerungsreichen Kalifornien (1909), wo seither auch die meisten aller US-Sterilisationen erfolgten. – Im Jahre 1917 hatten bereits 15 US-Staaten solche Gesetze, und in den nächsten 15 Jahren verdoppelte sich diese Zahl.
Unter den zuständigen Beamten herrschte anfangs noch Zurückhaltung bei der Anwendung der neuen Sterilisationsgesetze. Die große Mehrheit der Katholiken in den USA lehnte solche Eingriffe strikt ab. Die protestantischen Führungseliten sahen das jedoch anders: 1913 solidarisierte sich der frühere US-Präsident Theodore Roosevelt öffentlich mit dem negativ-eugenischen Ziel der Verhinderung „minderwertigen“ Nachwuchses, und im selben Jahre wurde mit Thomas Woodrow Wilson ein Politiker zum neuen Präsidenten der USA gewählt, der als Gouverneur von New Jersey 1911 eines der neuen Sterilisationsgesetze unterzeichnet hatte.
Der Oberster Gerichtshof entschied im Fall Buck v. Bell von 1927, dass die Zwangssterilisation einer geistig Behinderten nach einem Gesetz von Virginia verfassungsgemäß sei; Oliver Wendell Holmes, Jr. verteidigte in der von ihm formulierten Mehrheitsmeinung (8 gegen 1) das Gesetz mit dem Argument, das öffentliche Wohl gehe vor dem Recht auf körperliche Unversehrtheit (vgl. auch die Entscheidung Skinner v. Oklahoma von 1942).
Im Jahre 1933 existierten in den USA in 30 (von damals 48) Staaten eugenische Sterilisationsgesetze. Die US-Sterilisationsgesetzgebung strahlte um 1930 auch auf einige Provinzparlamente der Nachbarstaaten Kanada und Mexiko aus.
Zwischen 1907 und 1933 wurden in den USA 16.000 Personen unfruchtbar gemacht, bis 1939 verdoppelte sich diese Zahl auf rund 31.000 (bis Ende 1940 auf nicht ganz 36.000 Menschen). Bis 1964 war die Gesamtzahl auf mindestens 64.000 Menschen angewachsen.
Ab 1933 fühlten sich US-Eugeniker wie Charles Davenport durch die NS-Rassenhygiene Deutschlands bestätigt. Sie schätzten die Durchsetzungskraft der NS-Diktatur bei der raschen Umsetzung eines Zwangsgesetzes, welche die in Jahrzehnten erreichten Sterilisationsquoten der USA binnen kürzester Zeit hinter sich ließ. Besonders beeindruckte sie das im Juli 1933 verabschiedete und Anfang 1934 in Kraft getretene deutsche Gesetz zur Verhütung erbkranken Nachwuchses und dessen rigorose Durchführung in den Folgejahren. Daraus resultierte – neben rassistischen Affinitäten – die „Nazi connection“ vieler US-amerikanischer Eugeniker, die ihnen seit Eintritt der Vereinigten Staaten in den Zweiten Weltkrieg allerdings in ihrer Heimat verübelt wurde.

## Europäische Staaten
Die US-Eugenik hatte auf die zaghaftere europäische Eugenik-Entwicklung großen Einfluss – anfangs als Schreckbild, immer öfter als Vorbild. Diese Faszination resultierte aus dem Laborcharakter der US-Eugenik: In den USA wurde längst angewendet (das heißt, am lebenden menschlichen „Objekt“ getestet), worüber man in Europa noch in kleinen Zirkeln theoretisierte. In der Sterilisationspolitik – dem Hauptanwendungsgebiet der damaligen Eugenik – zogen europäische Staaten dennoch erst ab 1929 nach und erst in den Jahren 1933/35 massiv gleich. Dies traf bemerkenswerterweise ausschließlich auf protestantische oder protestantisch dominierte Staaten zu, während sich katholisch geprägte Staaten, aber auch das anglikanisch-konservative Großbritannien (trotz der ältesten Eugenik-Bewegung der Welt) zwar nicht in Eugenik-Debatten an sich, sehr wohl jedoch im Hinblick auf Sterilisationspolitik deutlich zurückhielten. Für die meisten gläubigen Katholiken hatte die offizielle Ablehnung von Unfruchtbarmachung durch Papst Pius XI. im Jahre 1930 zwingend Verbindlichkeit.

### Deutschland
Die Sterilisationspolitik in Deutschland war keine nationalsozialistische Erfindung, wenn auch erst der Nationalsozialismus einem Sterilisationsgesetz und dessen systematischer Umsetzung zum Durchbruch verhalf.

#### Die Zeit vor 1933
Schon im Juli 1923 hatte das damals von einer linksgerichteten SPD-Regierung geführte Land Thüringen der Reichsregierung zur gesetzlichen Regelung der Sterilisation aus finanziellen und „wohlfahrtspolitischen“ Gründen geraten, die grundsätzlich freiwillig sein sollte, bei entmündigten Personen aber mit bloßer Zustimmung des Vormunds erfolgen sollte. Wenig später votierte das sächsische Landesgesundheitsamt im Mai 1924 als Reaktion auf eine Eingabe des Zwickauer Arztes Gustav Boeters für die gesetzliche Einführung freiwilliger Sterilisation. Im Juli 1924 richtete der sächsische Landtag – mit den Stimmen der sozialdemokratischen und liberalen Koalitionsfraktionen SPD, DDP und DVP – an die Dresdner Staatsregierung die Aufforderung, über diese Frage mit der (dafür allein zuständigen) Reichsregierung zu verhandeln. Dies versuchte die sächsische Regierung zwischen 1924 und 1926 tatsächlich mehrfach, doch stieß Sachsen damit bei den damals bürgerlich-konservativen Reichsregierungen auf keinerlei Gegenliebe. In Thüringen hatte eine seit 1924 regierende bürgerliche Rechts-Regierung den „modernen“ Vorstoß ihrer linken Vorgängerin wieder rückgängig gemacht.
1928 forderten im Reichstagsausschuss für die Strafrechtsreform bürgerliche Vertreter der liberalen Parteien DVP und DDP sowie der Bayerischen Volkspartei (BVP) die gesetzliche Zulassung freiwilliger Sterilisation von „Gewohnheitsverbrechern“, um diesen – quasi als Gegenleistung – die baldige Entlassung aus der (damals geplanten, aber erst 1934 eingeführten) Sicherungsverwahrung anzubieten. Dieser Antrag scheiterte nicht nur am vielfältig begründeten Widerspruch anderer Parteien, sondern auch am Abrücken von DDP und BVP vom intern umstrittenen eigenen Antrag. Im Jahre 1931 war es dann die SPD-Fraktion, die über ihren Abgeordneten Wilhelm Hoegner eine ähnliche freiwillige Sterilisationsoption für Kriminelle zur Diskussion stellte. Trotz taktischer Solidarität der damals zweitstärksten Reichstagsfraktion der NSDAP und prinzipieller Sympathie der Reichsregierung Heinrich Brüning fand auch der SPD-Vorstoß keine Mehrheit. In der Folge wurden durch die Arbeitsunfähigkeit der letzten Reichstage der Weimarer Republik alle weiteren Beratungen zur Sterilisationspolitik erledigt.
In der Krise des Parlamentarismus war es 1932 die sozialdemokratisch-katholische Koalitionsregierung des größten deutschen Staates Preußen, die unvermuteterweise die Gesetzesvorbereitungen vorantrieb. Dabei hatte gerade das katholische Zentrum seit den frühen zwanziger Jahren die in der preußischen SPD wiederholt aufscheinenden Sympathien für ein Sterilisationsgesetz strikt abgeblockt und auf andere eugenische Politikbereiche (insbesondere Eheberatung) abzulenken gewusst. Im Juli 1932 war es jedoch gerade das preußische Zentrum und dessen Volkswohlfahrtsminister Heinrich Hirtsiefer, die den preußischen Landesgesundheitsrat zum Gesetzentwurf über freiwillige Sterilisation aus eugenischen Gründen bewegten. Dieser Entwurf bildete die Grundlage des ein Jahr später umgesetzten NS-Sterilisationsgesetzes, das sich freilich durch eine erheblich größere Anzahl einbezogener „Erbkranken“-Gruppen und vor allem durch die Möglichkeit von Zwangssterilisation davon deutlich abhob. Doch auch die Bereitschaft zur Zwangssterilisation war nicht NS-typisch: Bei den preußischen Beratungen des Jahres 1932 hatten sowohl Abgeordnete der NSDAP als auch der SPD ein ganz auf Freiwilligkeit beschränktes Sterilisationsgesetz für unzureichend befunden und eine Ergänzung um Zwangsmaßnahmen gefordert. Der gravierende Unterschied zwischen NS-Rassenhygiene und allen Spielarten Weimarer Eugenik bestand im offenen Rassismus der Nationalsozialisten: Der NSDAP-Vertreter und spätere „Reichsgesundheitsführer“ Leonardo Conti hatte auf der Landesgesundheitsrats-Sitzung 1932 nämlich auch eine offen rassistische Indikation zur Verhinderung „rassenschänderischer“ Geburten gefordert, die von allen übrigen Parteien abgelehnt wurde.

#### Die Zeit des Nationalsozialismus
- Siehe auch: Nationalsozialistische Rassenhygiene

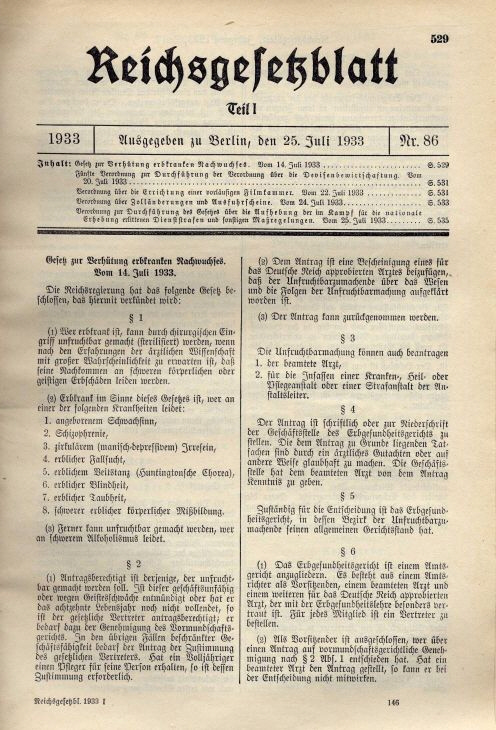
Reichsgesetzblatt vom 25. Juli 1933: Gesetz zur Verhütung erbkranken Nachwuchses

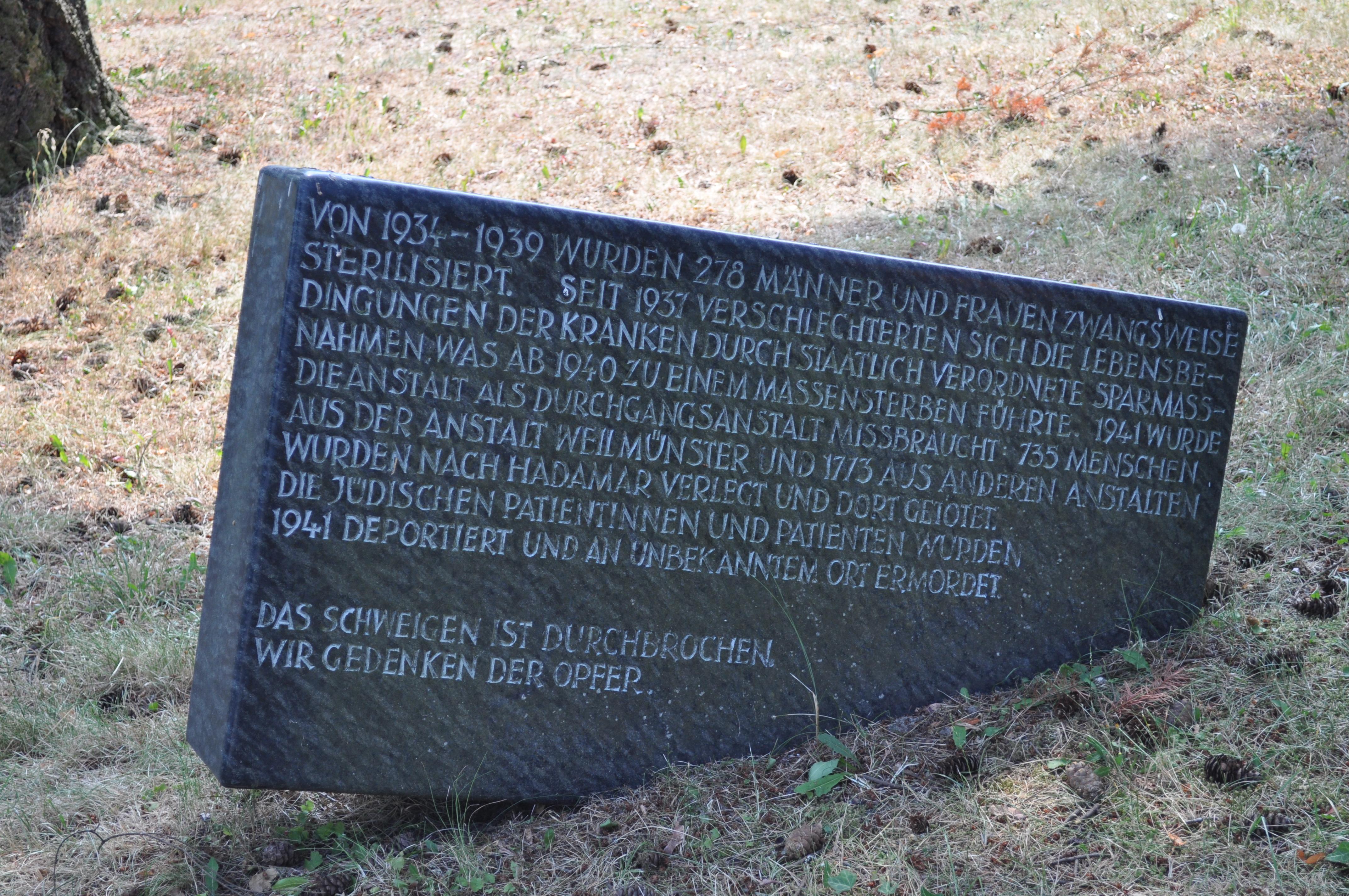
Stein am Klinikum Weilmünster zum Gedenken an NS-Zwangssterilisierung

In der NS-Zeit wurde ein radikales Sterilisationsgesetz verabschiedet. Die Verabschiedung wurde im Innenministerium unter Wilhelm Frick vorbereitet, eine wichtige Rolle bei der Formulierung spielte der Medizinalreferent Arthur Gütt. Ein Gesetzentwurf wurde schon am 14. Juli 1933 von Frick und Gütt dem Kabinett zur Verabschiedung vorgelegt. Der Reichstag und die Länder mussten nicht damit befasst werden. Durch das „Gesetz zur Behebung der Not von Volk und Reich“ vom 24. März 1933 war die Regierung ermächtigt worden, gesetzliche Maßnahmen in eigener Vollmacht zu treffen. Der Gesetzentwurf wurde vom Kabinett am 14. Juli 1933 angenommen, die Veröffentlichung des Gesetzes erfolgte erst am 25. Juli 1933 im Reichsgesetzblatt. Das Gesetz trat zum 1. Januar 1934 in Kraft. Dieses „Gesetz zur Verhütung erbkranken Nachwuchses“ zeichnete sich durch die breite Möglichkeit zu Zwangssterilisation und durch die Einbeziehung sehr vieler, oft unklar definierter Gruppen von „Erbkranken“ aus. Zur Begutachtung eines Sterilisationsverfahrens wurden formal rechtsförmig agierende „Erbgesundheitsgerichte“ geschaffen, in denen nationalsozialistische Juristen und Mediziner zusammenwirkten; die individuellen Belange der „Kranken“ wurden dabei im Kontext der „Volksgemeinschaftsideologie“ des NS-Regimes nicht hoch veranschlagt, der „Geist“ der NS-Zeit trieb die meisten Gutachter (darunter damals und teilweise noch heute als „Wissenschaftler“ anerkannte Männer) zu Aktionismus. Einer dieser Gutachter war Karl Bonhoeffer, ein anderer Werner Villinger. Letzterer erhielt in der späteren Bundesrepublik das Große Bundesverdienstkreuz und betätigte sich als Sachverständiger des Bundestagsausschusses für „Wiedergutmachung“.
Nach dem „Gesetz zur Verhütung erbkranken Nachwuchses“ wurden bis Mai 1945 mindestens 400.000 Menschen zwangssterilisiert, rund 1 % der Bevölkerung des Deutschen Reiches im fortpflanzungsfähigen Alter (Bock 1985,88). An dem Eingriff starben etwa 5.500 Frauen und 600 Männer (ebd.,101). Diese NS-Zwangssterilisationspolitik eröffnete 1935 auch die in Deutschland bis 1933 nicht mehrheitsfähige eugenisch bedingte Freigabe von Schwangerschaftsabbrüchen.
Die eugenisch motivierte Herabsetzung, Ausgrenzung und (unfruchtbarmachende) „Sonderbehandlung“ von „Erbkranken“ dürfte auch zur NS-spezifischen Akzeptanz späterer Morde im Rahmen der „Euthanasie“ beigetragen haben. Allerdings war diese Wirkung des „Minderwertigkeits“-Diskurses indirekt. Die Konsequenz, die Sterilisation sogenannter „Minderwertiger“ durch eine „Vernichtung lebensunwerten Lebens“ zu ergänzen, wurde selbst von zahlreichen Befürwortern der NS-Rassenhygiene abgelehnt.

#### Bundesrepublik Deutschland
Die zwangsweise Unfruchtbarmachung ist in der Bundesrepublik Deutschland nicht mehr zulässig.
Das Gesetz zur Verhütung erbkranken Nachwuchses wurde 1945 vom Alliierten Kontrollrat zwar nicht als offenbares NS-Unrecht aufgehoben, aber in der amerikanischen und sowjetischen Besatzungszone förmlich außer Kraft gesetzt. Soweit das Gesetz gem. Art. 125 GG als Bundesrecht überhaupt noch fortgalt, wurde es durch Artikel 8 Nr. 1 des Fünften Gesetzes zur Reform des Strafrechts vom 18. Juni 1974 als „überholt“ außer Kraft gesetzt. Entsprechende Beschlüsse der Erbgesundheitsgerichte wurden 1998 kraft Gesetzes aufgehoben.
Das Gesetz über die freiwillige Kastration und andere Behandlungsmethoden von 1969 setzt die Einwilligung des Betroffenen auch in eine Behandlung voraus, mit der nicht beabsichtigt ist, die Keimdrüsen dauernd funktionsunfähig zu machen (§ 4, § 3 KastrG).
Eltern können in eine Sterilisation des Kindes nicht wirksam einwilligen (§ 1631c BGB). Bei Volljährigen, die unter Betreuung stehen, muss seit dem 1. Januar 2023 für die Entscheidung über die Einwilligung in eine Sterilisation des Betreuten stets ein besonderer Betreuer (Sterilisationsbetreuer) bestellt werden (§ 1817 Abs. 2 BGB). Dieser kann unter den Voraussetzungen des § 1830 Abs. 1 BGB in die Sterilisation einwilligen und bedarf der Einwilligung des Betreuungsgerichts. Die Sterilisation setzt voraus, dass es ohne die Sterilisation mutmaßlich zu einer Schwangerschaft kommen würde, infolge dieser Schwangerschaft eine Gefahr für das Leben oder die Gefahr einer schwerwiegenden Beeinträchtigung des körperlichen oder seelischen Gesundheitszustands der Schwangeren zu erwarten wäre, die nicht auf zumutbare Weise abgewendet werden könnte und die Schwangerschaft nicht durch andere zumutbare Mittel verhindert werden kann (§ 1830 Abs. 1 Nr. 3 bis 5 BGB). Das Gericht hat den Betroffenen vor der Genehmigung einer Einwilligung in eine Sterilisation persönlich anzuhören und sich einen persönlichen Eindruck von ihm zu verschaffen (§ 297 FamFG). Eine entsprechende Regelung enthält § 6 KastrG zugunsten nicht einwilligungsfähiger Straftäter.
Die Vorschriften für eine Unfruchtbarmachung und eine geschlechtsangleichende Operation im ehemaligen Transsexuellengesetz waren seit einer Entscheidung des Bundesverfassungsgerichts aus dem Jahr 2011 nicht mehr anwendbar. Im Oktober 2024 wurde das TSG aufgehoben.
Gesetzlich krankenversicherte Männer und Frauen haben seit 2004 nur noch Anspruch auf Leistungen bei einer durch Krankheit erforderlichen Sterilisation (§ 24b Abs. 1 Satz 1 SGB V). Die Behandlung muss zum Schutz der persönlichen Gesundheit notwendig ist. Dies ist etwa der Fall bei Frauen, für die eine Schwangerschaft gesundheitsschädlich wäre und eine andere Form der Verhütung nicht möglich oder nicht zuverlässig ist. Dagegen besteht keine medizinische Indikation, wenn aufgrund des gesundheitlichen Zustands eines Elternteils im Falle einer Schwangerschaft eine Krankheit des Kindes zu befürchten wäre, da in diesem Fall eine Sterilisation keine kurative, sondern eine prophylaktische Maßnahme darstellt. Bei Gesunden ist allein zum Zweck der Empfängnisverhütung grundsätzlich keine Sterilisation vorgesehen, sondern nur die Verordnung von empfängnisregelnden Mitteln (§ 24a SGB V).

### Schweiz
In der Schweiz wurden bis in die 1980er Jahre Zwangssterilisationen durchgeführt – hauptsächlich an Frauen. Das für diese Sterilisationen juristisch erforderliche „Einverständnis“ verschafften sich die Behörden mitunter durch Überredung oder Erpressung. Fürsorgeempfängerinnen wurde beispielsweise mit dem Verlust der Unterstützung gedroht, anderen mit einer Anstaltsverwahrung; Abtreibungen wurden oft nur bewilligt, wenn die Frauen gleichzeitig einer Sterilisation zustimmten. Am 24. März 2000 erklärte der Nationalrat diese Vorgänge einstimmig als rechtswidrig und sprach den Opfern das Recht auf Entschädigungen zu.

### Skandinavien
Das erste landesweite Sterilisationsgesetz Europas entstand schon in den 1920er Jahren in der teils bürgerlich, teils sozialdemokratisch regierten Demokratie Dänemark. Als 1924 die (wie in Deutschland) auch in Dänemark besonders pro-eugenischen Sozialdemokraten erstmals an die Regierung gelangten, wurde unverzüglich eine Expertenkommission eingesetzt, die 1926 einen Entwurf für ein Sterilisationsgesetz für bestimmte als „erbkrank“ definierte Gruppen von Anstaltsinsassen empfahl. Solche Eugenik-Politik war zwischen den politischen Parteien kaum strittig: Das dänische Sterilisationsgesetz trat im Jahre 1929 unter einer bürgerlichen Regierung in Kraft und wurde von einer sozialdemokratischen Nachfolgeregierung nicht nur beibehalten, sondern 1938 noch durch ein verschärftes eugenisches Ehegesetz und 1939 durch ein Gesetz zum Schwangerschaftsabbruch ergänzt, das auch eine eugenische Indikation enthielt.
Sämtliche andere skandinavische Staaten folgten in den kommenden Jahren dem 1929 gegebenen Vorbild Dänemarks: Ähnliche eugenische Sterilisationsgesetze traten in Schweden und Norwegen (1934), Finnland (1935), Lettland (1937) und Island (1938) in Kraft. Gerade in den „klassischen“ sozialdemokratischen Wohlfahrtsstaaten Skandinaviens überlebten diese Gesetze nach dem Krieg. Auch die US-amerikanische Eugenik rechtfertigte sich nach 1945 mit Verweisen auf die demokratische Eugenik Skandinaviens. Dort wurden erst in den 1960er- und 1970er-Jahren die Sterilisationsgesetze der 1920er- und 1930er-Jahre abgeschafft.
In Schweden sollen zwischen 1934 und 1976 insgesamt 62.000 Menschen sterilisiert worden sein, davon 20.000 bis 30.000 unter Zwang. In Dänemark wurden von 1929 bis 1967 etwa 11.000 Personen sterilisiert, für Norwegen und Finnland werden 40.000 bzw. 1.400 Fälle geschätzt. Man muss allerdings bei diesen Gesamtzahlen berücksichtigen, dass in Schweden nach 1950 der Anteil der freiwilligen Sterilisationen aus medizinischer Indikation stark anstieg, während eugenisch indizierte Unfruchtbarmachungen zurückgingen.